# Passagem Franca
Passagem Franca là một đô thị thuộc bang Maranhão, Brasil. Đô thị này có diện tích 1358,302 km², dân số năm 2007 là 15630 người, mật độ 11,51 người/km².